# Passage pour piétons en France
Pour un article plus général, voir passage piéton.

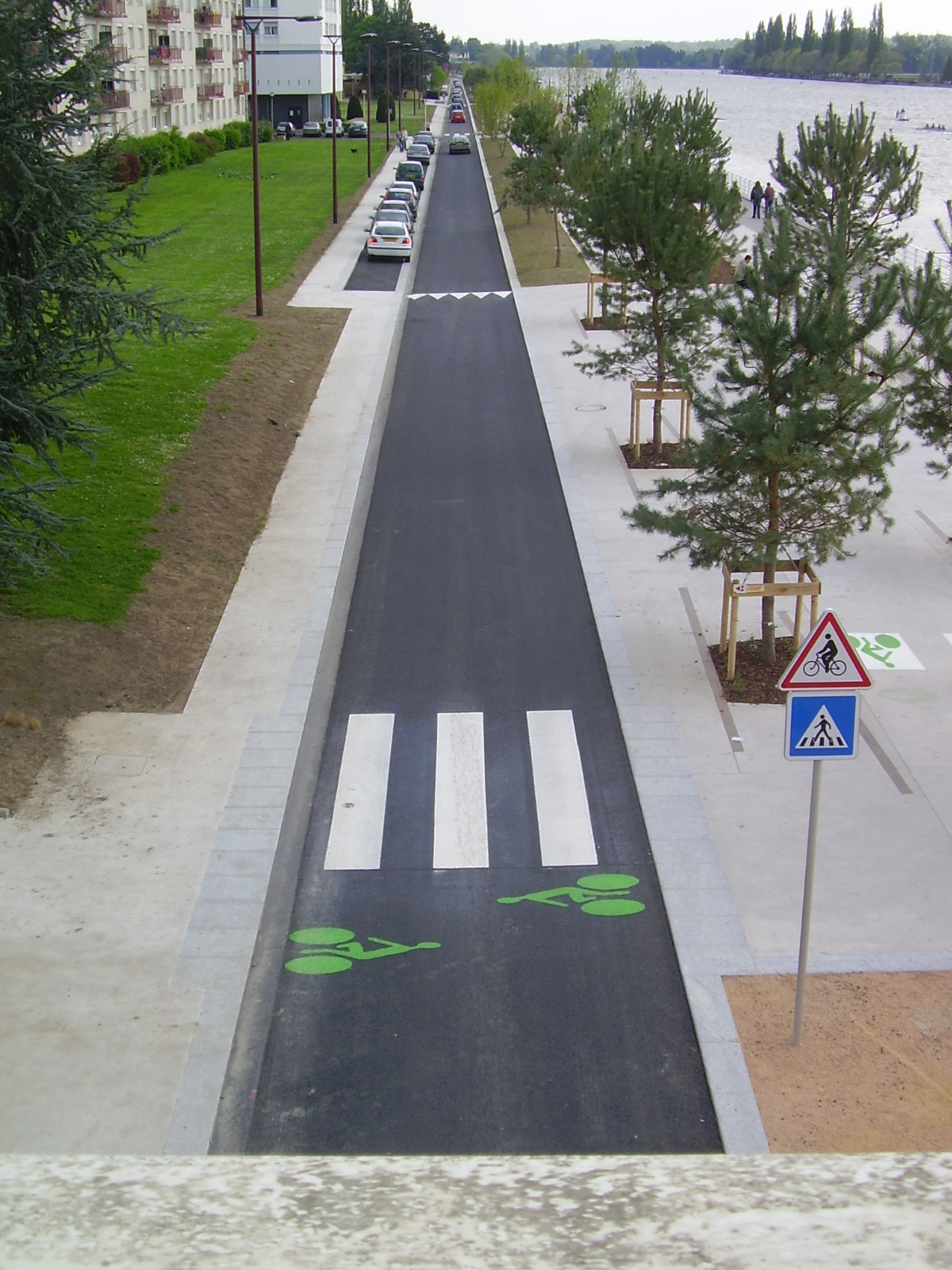
Passage pour piétons à Vichy

Un passage pour piétons (ou passage piéton) désigne une partie de route aménagée, principalement par l'utilisation d'une signalisation routière horizontale, dans le but de permettre aux piétons de circuler en sécurité sur la chaussée, généralement pour la traverser. 
Il est conçu pour maintenir les piétons groupés dans un espace visible par les automobilistes et où ils peuvent circuler ou traverser en toute sécurité vis-à-vis du trafic routier.
Un tiers des piétons tués en ville est tué sur un passage piéton.

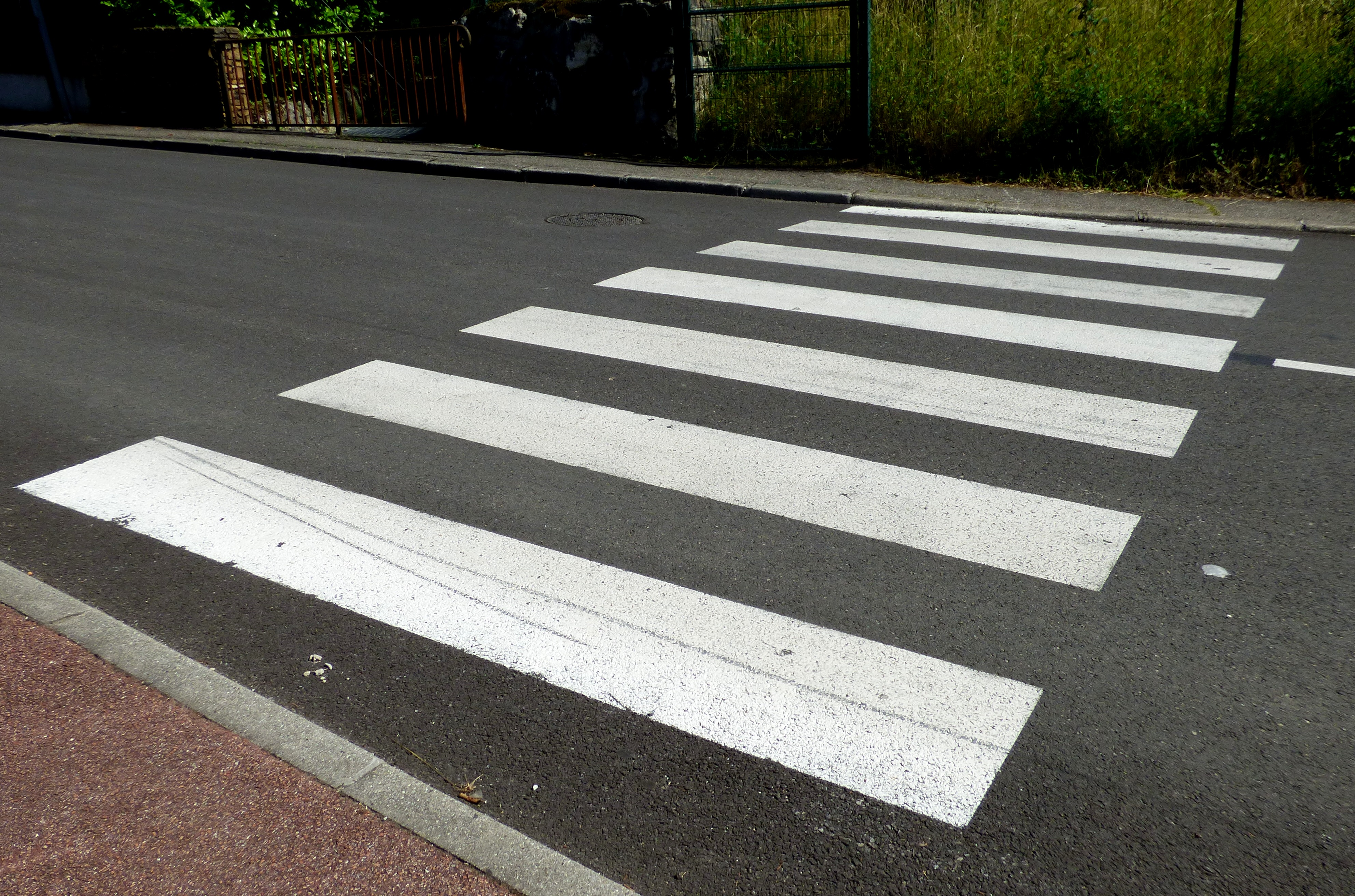
Un passage pour piétons sur une route en ville.

## Histoire
Avant la Seconde Guerre mondiale déjà, les piétons étaient canalisés sur des passages consistant en deux bandes blanches ou jaunes, ou deux rangées de « clous », aménagés transversalement à la chaussée, d’où l’expression de passages cloutés encore employée de nos jours.
Ce n’est que dans les années 1960 que les passages ont été uniformisés et que les clous disparurent.

## Réglementation

### Pour les piétons
En France, l’existence de passages prévus à l’intention des piétons n’est pas une obligation, mais lorsqu’ils existent à moins de 50 m, les piétons sont tenus de les utiliser en vertu de l’article R.412-37 (ancien R. 219) du Code de la route, sous peine de se voir infliger une amende forfaitaire de 4 € (Art. 49 du Code de la route).
Le Décret no 2010-1390 du 12 novembre 2010 (JO du 16 novembre 2010) introduit dans le code de la route de nouvelles dispositions relatives à la traversée des chaussées par les piétons :
- Art. 12. − L’article R. 412-37 est complété par l’alinéa suivant : « Les dispositions du présent article ne s’appliquent pas aux aires piétonnes et aux zones de rencontre. »
- Art. 17. − Le premier alinéa de l’article R. 415-11 est remplacé par les dispositions suivantes : « Tout conducteur est tenu de céder le passage, au besoin en s’arrêtant, au piéton s’engageant régulièrement dans la traversée d’une chaussée ou manifestant clairement l’intention de le faire ou circulant dans une aire piétonne ou une zone de rencontre. »

L'article 17 était auparavant rédigé de la manière suivante : « tout conducteur est tenu de céder le passage au piéton engagé […] » ; le conducteur est désormais tenu de céder le passage au piéton s'engageant, c'est-à-dire « en mouvement entre le trottoir et la chaussée, en faisant un ou deux pas sur le bord du trottoir ou sur le bord de la chaussée ». D'autre part, le décret introduit la notion de « manifestation de l'intention de traverser » : « ou manifestant clairement l’intention de le faire ». Ce peut être en faisant un pas soit sur le bord du trottoir, près du caniveau, soit sur la chaussée au bord des voitures en stationnement et en regardant le conducteur, et dans ce cas, le piéton s'engagera ensuite si la voiture s'arrête : c'est la consigne qui est donnée dans quelques pays étrangers[réf. nécessaire] et c'est ce qu'on enseigne couramment aux enfants en France[réf. nécessaire].
Un piéton « régulièrement engagé » doit cependant avoir évalué la visibilité ainsi que la distance et la vitesse des véhicules (article R. 412-37). Il ne dispose pas d'une priorité absolue comme dans une aire piétonne ou une zone de rencontre.

### Pour les automobilistes
- Le conducteur qui refuse la priorité au piéton engagé ou qui manifeste l'intention de s'engager[4] encourt une contravention de 4e classe, impliquant une amende de 135 euros, la perte de 6 points et une peine complémentaire pouvant aller jusqu'à trois ans de suspension de permis.
- La loi prévoit aussi une indemnisation des dommages corporels pour les piétons (sauf dans les cas où le dommage a été volontairement recherché, par exemple le suicide).
- L'interdiction de stationner sur un passage pour piétons, le chevaucher ou de se garer à moins de 5 mètres dans le sens de circulation est stipulée par l'article R.417-11 du code de la route[5]. Cette infraction relève d'une amende de quatrième classe (135 € en amende forfaitaire).

## Conception

Passage piéton : caractéristiques des bandes

Le seul marquage imposé consiste en des bandes rectangulaires blanches parallèles à l'axe de la chaussée, d'une longueur minimale de 2,50 mètres en ville et d'une longueur de 4 à 6 mètres en rase campagne ou dans les traverses de petites agglomérations. La largeur de ces bandes est de 0,50 mètre et leur interdistance de 0,50 mètre à 0,80 mètre. Ces marques sur chaussée peuvent éventuellement être complétées par une signalisation verticale.
Le marquage axial ou le marquage de délimitation des voies est interrompu de part et d’autre du passage pour piétons, à une distance de 0,50 m, pour éviter une juxtaposition des marques nuisible à leur lisibilité.
Dans le cas de passage piéton surélevé (ralentisseur de type trapézoïdal), et pour améliorer leur lisibilité, les bandes blanches sont prolongées sur une longueur de 0,50 mètre de part et d’autre du plateau constituant le passage piéton.
Par ailleurs les conditions d'accessibilité pour les personnes handicapées définies par l'arrêté du 15 janvier 2007 doivent être respectées :
- Au droit de chaque traversée pour piétons, des « abaissés » de trottoir, ou bateaux, sont réalisés avec des ressauts respectant les prescriptions ci-dessous. La partie abaissée du bateau a une largeur minimale de 1,20 mètre et les pentes des plans inclinés sont conformes à celles définies ci-dessus.
- Si la largeur du trottoir le permet, un passage horizontal d’au moins 0,80 mètre est réservé au droit des traversées pour piétons entre la pente du plan incliné vers la chaussée et le cadre bâti ou tout autre obstacle.
- Une bande d’éveil de vigilance conforme aux normes en vigueur est implantée pour avertir les personnes aveugles ou malvoyantes au droit des traversées matérialisées.
- Les passages pour piétons sont dotés d’un marquage réglementaire conformément à l’arrêté du 16 février 1988[8] modifié susvisé, et notamment aux dispositions de l’article 113 de l’instruction interministérielle sur la signalisation routière, septième partie (Marques sur chaussées). Ils comportent un contraste visuel.
- Un contraste tactile appliqué sur la chaussée ou le marquage, ou tout autre dispositif assurant la même efficacité, permet de se situer sur les passages pour piétons ou d’en détecter les limites.
- Les matériaux utilisés et les éventuels dispositifs d’éclairage respectent les dispositions relatives à la visibilité.

## Réalisation
La matérialisation du passage piéton par des bandes de 50 centimètres de large peut être réalisée soit par un marquage additionnel, soit, si l’on est en milieu urbain éclairé, par la constitution de la chaussée elle-même : c’est le cas des pavés. En effet, dans ce dernier cas, la rétroréflexion n’étant pas obligatoire, les pavés peuvent être utilisés. Étant alors considérés comme partie intégrante de la chaussée, ils doivent respecter les règles d’adhérence d’une chaussée normale.
Les caractéristiques minimales de surface à obtenir après réalisation sont les suivantes :
- l’adhérence : les produits de marquage utilisés pour les passages piétons sont tenus de respecter un coefficient de non glissance S.R.T. supérieur ou égal à 0,55[9] ;
- la visibilité de jour et de nuit : le facteur de luminance doit être supérieur ou égal à 0,27 sur chaussée hydrocarbonée et supérieur ou égal à 0,40 sur chaussée de béton ou de ciment. La visibilité de nuit s’obtient soit grâce à l’éclairage nocturne de la voirie, soit si ce dernier est insuffisant, par l’emploi de produits rétroréfléchissants donnant un coefficient de rétroréflexion égal ou supérieur à 150 mcd m–2 Ix–1. Le marquage par produit additionnel ou, en milieu éclairé seulement, par l’emploi de pavés, doit répondre à ces valeurs minimales ;
- la durée de vie : un marquage dont la note est inférieure à 6 à l’échelle d’usure L.C.P.C. 75 n’est plus perceptible dans des conditions satisfaisantes et doit être refait.

Différents produits de marquage certifiés existent ainsi que différentes techniques de mise en œuvre. Les performances des marquages dépendent largement de la qualité de mise en œuvre.

## Signalisation
Le marquage peut être renforcé par une signalisation verticale si des raisons le justifient : visibilité, stationnement, etc.

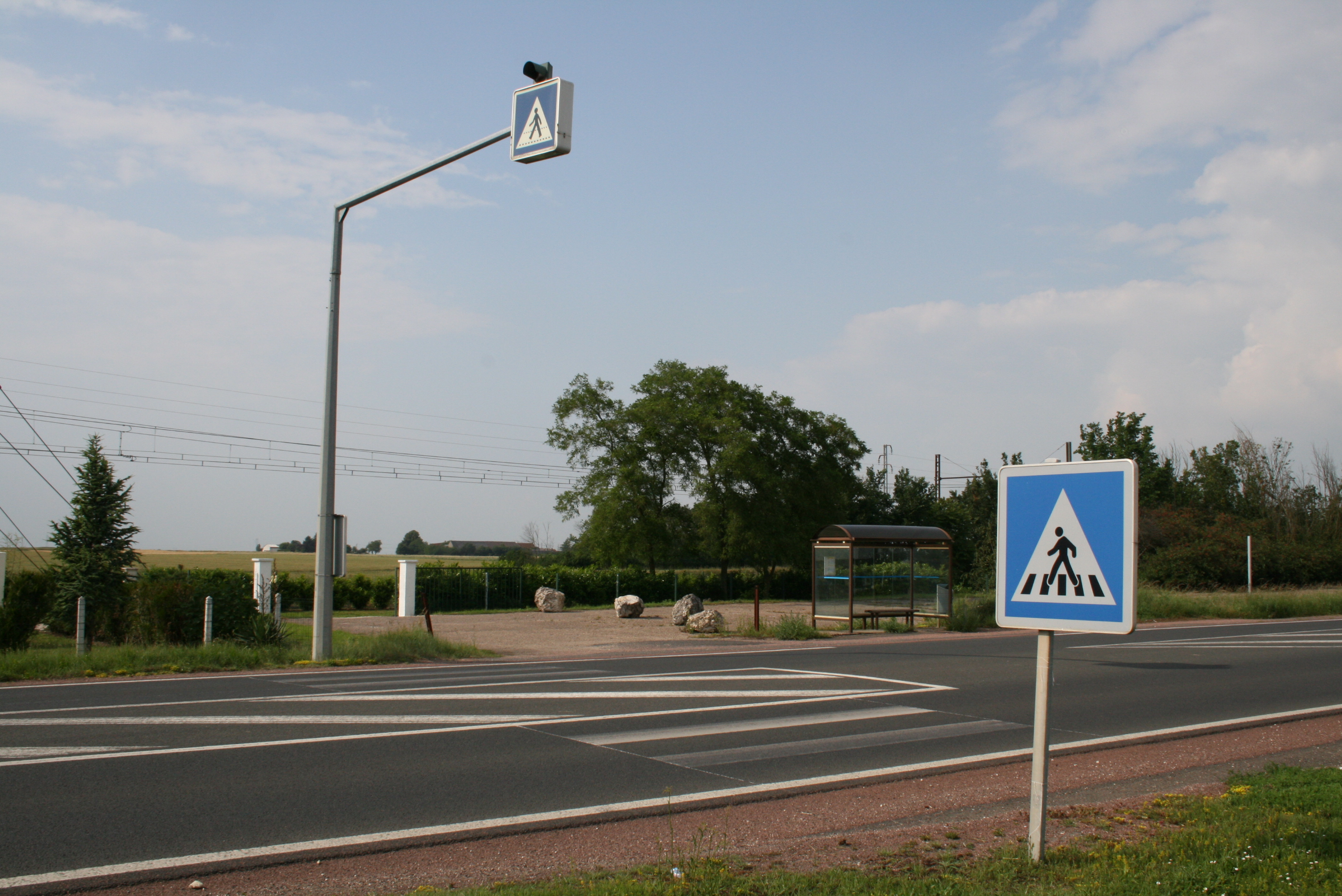
(1) Passage piéton avec C20a double-face sur potence
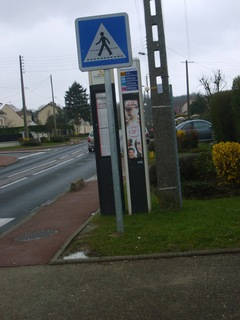
(2) Ancien panneau de passage piétons C20a. N'étant plus conforme, ce panneau a pourtant été placé en 2007.
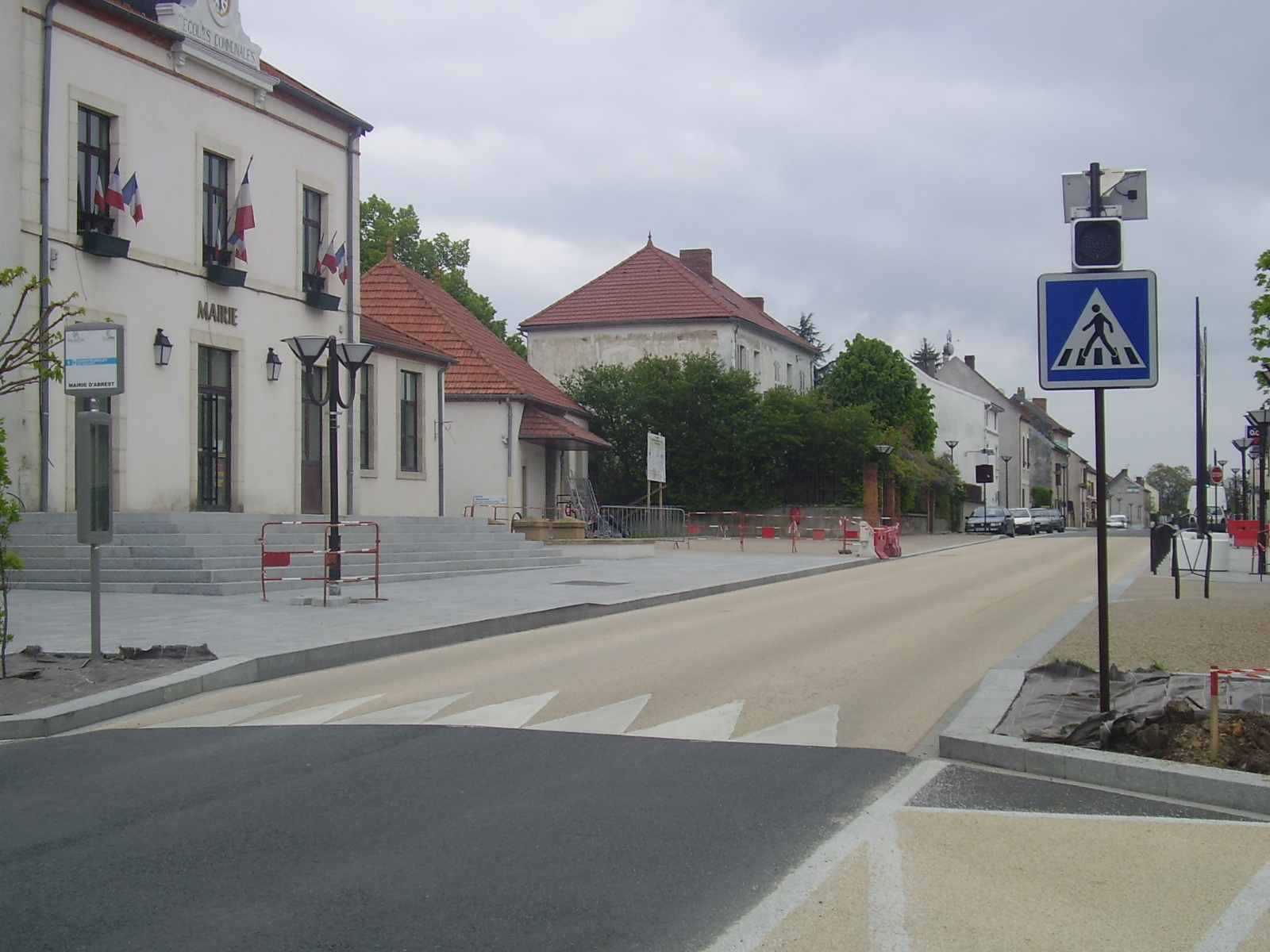
(3) Panneau C20a à proximité d’un long ralentisseur. Pourtant situé dans une zone 30, ce panneau a été mis en place en mai 2010. Ce panneau est équipé d’un feu placé au-dessus alimenté par un système photovoltaïque.
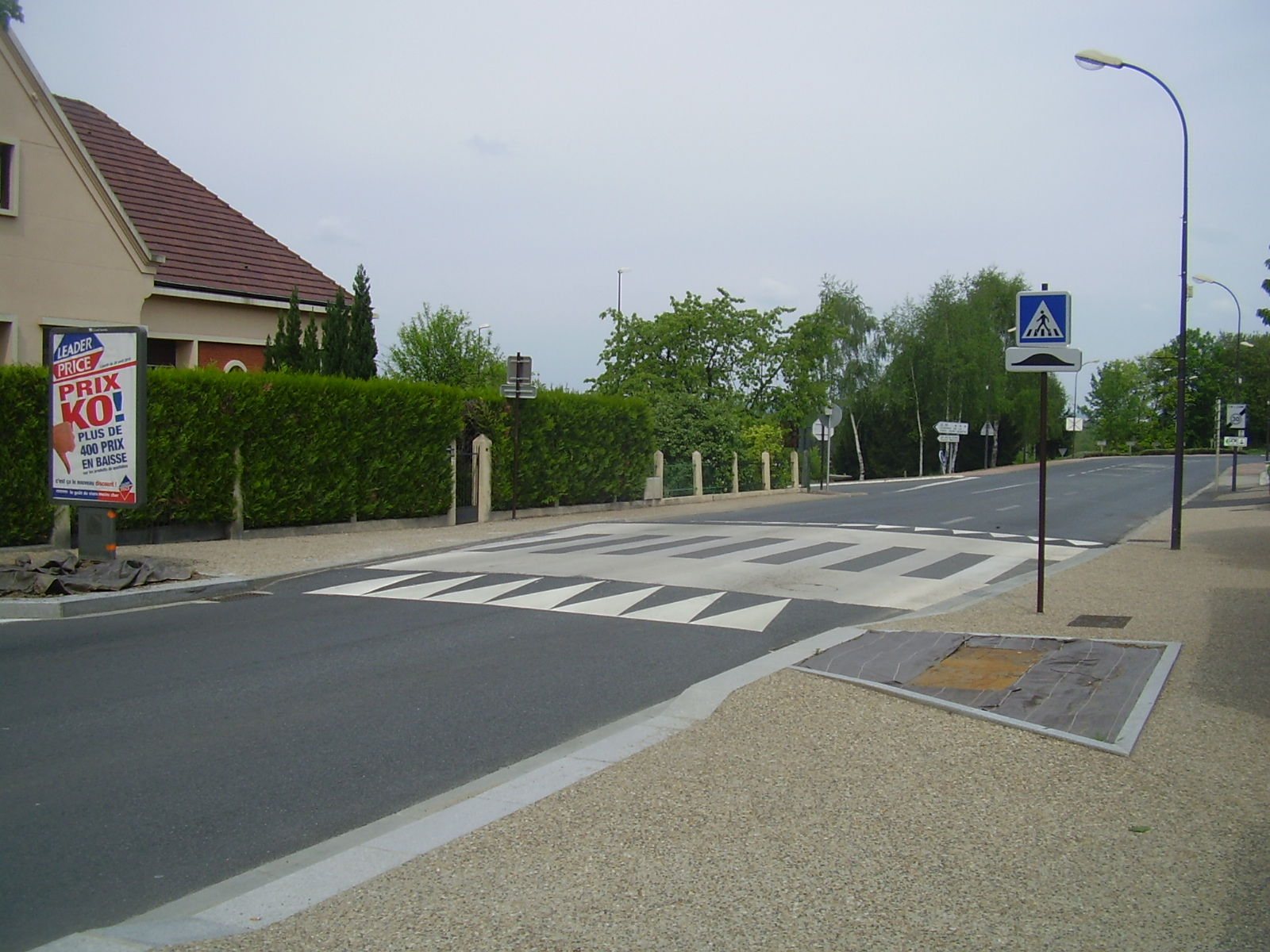
(4) Passage piétons et ralentisseur / Panneau C20a et son panonceau M9d. Le panonceau n’a pas la même dimension que le panneau qu’il complète (erreur), ces panneaux ont été mis en place en 2009.
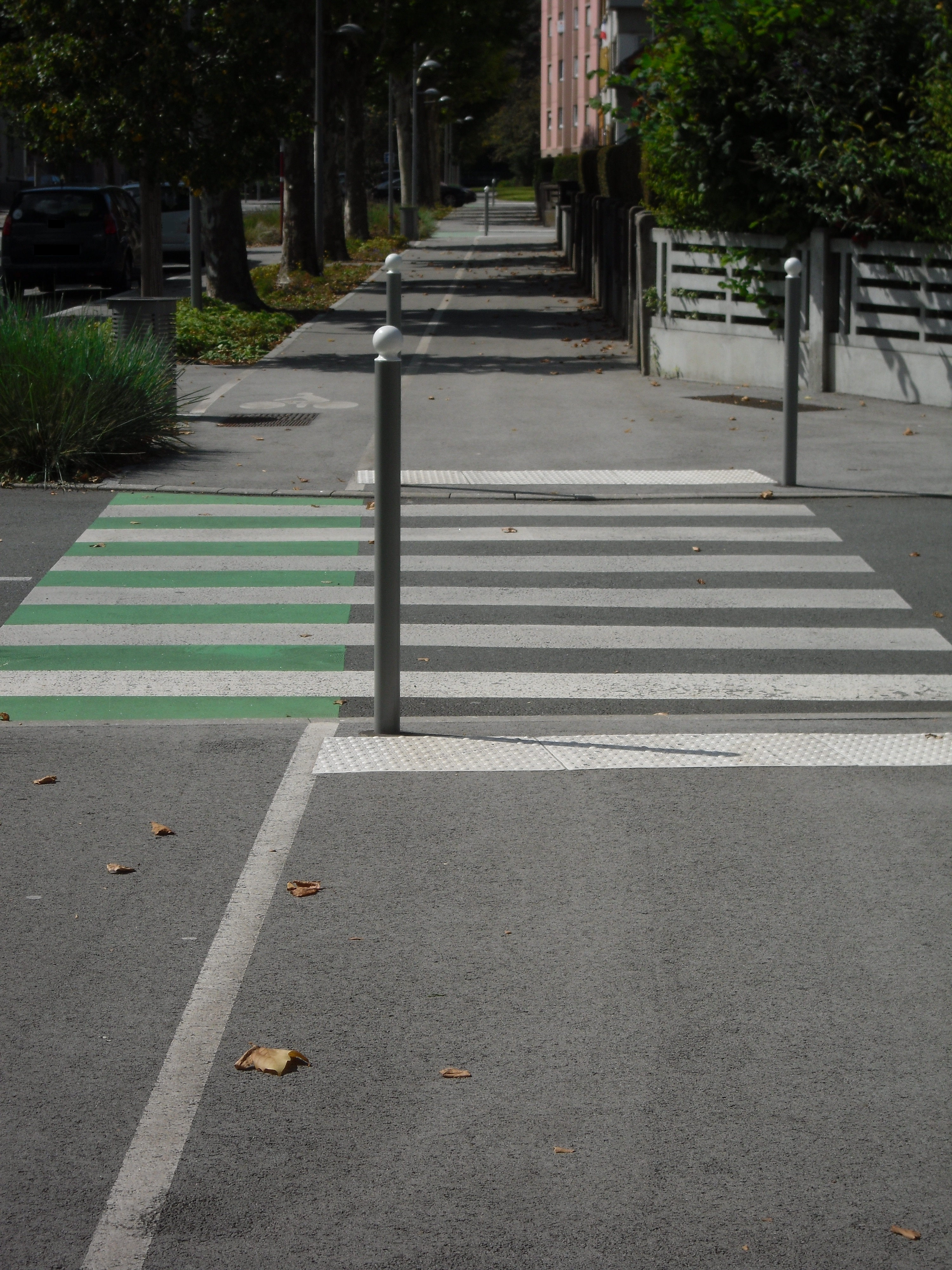
(5) Passage piétons avec une bande pour cycliste.

La gradation de cette signalisation verticale va du simple panneau C20 en position à droite, au double C20 recto-verso en position à droite et à gauche, puis au panneau de signalisation avancée A13b.
Le panneau C20 peut être fixé au sol ou sur potence.
Le panneau A13b ne doit pas être posé en l'absence d'un passage signalé avec un panneau C20 notamment sur les sections à 70 km/h.
On rencontre souvent des anomalies dans le dessin des pictogrammes. En agrandissant la photo (2), on peut constater que le pictogramme sur le panneau n'est plus conforme au panneau réglementaire défini ci-dessous.

Panneau C20a — Indication de passage piéton.
Panneau A13b — Danger : passage piéton

### Les passages en zones 70
En agglomération, sur les sections à 70 km/h, il est recommandé de ne pas implanter de passage piéton en dehors des carrefours importants, de type giratoire, ou des intersections gérées par des feux de circulation. Dans ce dernier cas, si un arrêté le prescrit, la signalisation du passage piéton est complétée par un panneau B14, limitant la vitesse à 50 km/h, posé sur le même support et au-dessous du panneau A13b.

### Les passages en zones 30
Dans les zones « 30 » la matérialisation des passages piétons doit rester exceptionnelle. (Voir images (3) et (4))

### Les passages hors agglomération
En dehors des agglomérations, dans le cas où il a été décidé d'installer un passage piéton, et si un arrêté le prescrit, la signalisation de ce passage piéton est complétée par un panneau B14, limitant la vitesse à 70 km/h, posé sur le même support et au-dessous du panneau A13b.

### Cas particuliers

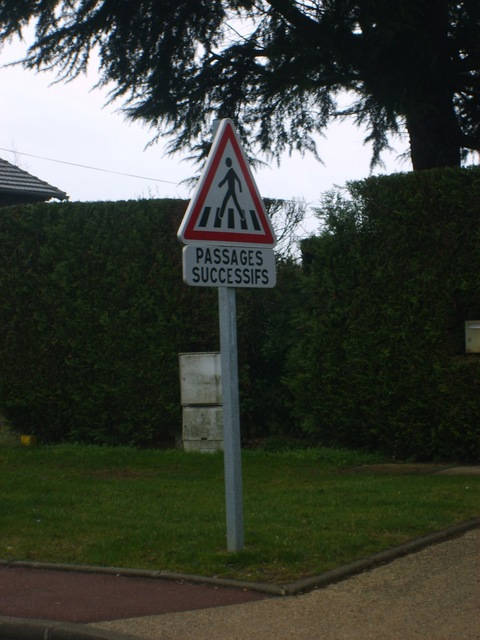
Panneau de danger A13b accompagné d'un panonceau M9.

Dans le cas où plusieurs passages pour piétons se succéderaient sur une longue portion de route, les panneaux A13b et C20a sont accompagnés  :
- d'un panonceau M9 portant la mention « Passages Successifs » ;
- d'un panonceau d'étendue de distance (moins utilisé de nos jours) ;
- d'un feu jaune lumineux clignotant, pour avertir l'usager de la dangerosité (voir aussi image (3)).

Ces cas particuliers se situent généralement en ville, sauf prescriptions contraires.

## Des améliorations pour la sécurité
Pour améliorer la sécurité, les équipements suivants peuvent être mis en place :
- le refuge central qui réduit par deux la largeur à traverser par le piéton et qui globalement évite les excès de vitesse du fait que le refuge empêche, en général, de doubler ;
- l'avancée de trottoir, au droit du passage piétons, qui améliore la visibilité réciproque « piétons-automobilistes ». Cette visibilité peut encore être augmentée en prolongeant cette avancée de trottoir de 5 à 10 mètres vers l'amont, afin d'y empêcher le stationnement.

Enfin, la crédibilité des passages piétons est renforcée si on en limite l'utilisation. En particulier, dans les voies de desserte de commerces ou d'habitat, où la traversée se fait spontanément à tout endroit, il est préférable de ne pas marquer de passages piétons : les dispositions de l'article R. 219 du code de la route le permettent.

## Utilisation desrevêtementscolorés
Certains équipements associés au marquages pour piétons sont interdits par la réglementation ou à proscrire. Ainsi :
- la reproduction de panneaux sur la chaussée n'est pas autorisée par la réglementation (dont les panneaux de signalisation de dangers 
A 13 a « endroit fréquenté par les enfants » et A 13 b « passage pour piétons » fréquemment représentés au sol à l'approche des passages) ;
- la coloration par produits additionnels des passages pour piétons et plus généralement à l'aide de couleurs (qu'il s'agisse d'une plate-forme colorée sous le marquage, de part et d'autre, ou d'une coloration entre les bandes blanches) est à proscrire. Ce traitement peut diminuer de nuit le contraste entre les bandes blanches et la chaussée, donc la visibilité et l'identification du paysage. Il crée également une hiérarchisation préjudiciable à l'efficacité des passages piétons « classiques » et au principe d'homogénéité de la signalisation réglementaire.

En revanche, est autorisé sur la chaussée de la zone étendue où se situe le passage piéton, l'emploi de teintes correspondant aux couleurs habituelles des chaussées dans le but soit de renforcer le contraste avec les bandes blanches soit de donner un caractère urbain.
Cette autorisation ne peut concerner que des matériaux normalement constitutifs de la chaussée (chaussée bitumineuse ou pavés) ou des produits de marquage certifiés dans la couleur correspondante.
Enfin, l'augmentation de la surface de chaussée traitée par des revêtements colorés au niveau des passages, zones de freinage potentielles, peut, selon les produits utilisés, accroître les risques de glissance pour les deux roues motorisés.